# Championnats d'Amérique du Nord, d'Amérique centrale et des Caraïbes d'athlétisme 2025
Navigation
2022
La 5e édition des championnats d'Amérique du Nord, d'Amérique centrale et des Caraïbes d'athlétisme ou championnats NACAC, organisée par l'Association d'athlétisme d'Amérique du Nord, d'Amérique centrale et des Caraïbes (NACAC), se déroule du 15 au 17 août 2025 à Freeport, aux Bahamas.

## Podiums

### Hommes
| Épreuves                      | Or                                | Argent                                    | Bronze                           |
| ----------------------------- | --------------------------------- | ----------------------------------------- | -------------------------------- |
| 100 m Vent : (+0,4 m/s)       | Jerome Blake 9 s 95               | Ryiem Forde 10 s 01                       | Rikkoi Brathwaite 10 s 15        |
| 200 m Vent : (-0,5 m/s)       | Aaron Brown 20 s 27               | Christopher Taylor 20 s 32                | José Figueroa 20 s 53            |
| 400 m                         |                                   |                                           |                                  |
| 800 m                         | Handal Roban 1 min 42 s 87        | Brandon Miller 1 min 43 s 15              | Tyrice Taylor 1 min 43 s 74      |
| 1 500 m                       | Foster Malleck 3 min 37 s 54      | Charles Philibert-Thiboutot 3 min 40 s 57 | Carlos Vilches 3 min 41 s 34     |
| 5 000 m                       | Andrew Hunter 14 min 38 s 85      | Cooper Teare 14 min 38 s 89               | Hector Pagan 14 min 40 s 60      |
| 10 000 m                      |                                   |                                           |                                  |
| Marathon                      |                                   |                                           |                                  |
| 110 m haies Vent : (-1,4 m/s) | Fedrick Dacres 13 s 35            | Dylan Beard 13 s 39                       | Jahiem Stern 13 s 63             |
| 400 mètres haies              | CJ Allen 48 s 22                  | Malik James-King 48 s 28                  | Assinie Wilson 48 s 75           |
| 3 000 m steeple               |                                   |                                           |                                  |
| 20 000 m marche               | Erick Barrondo 1 h 28 min 54 s 12 | José Ortiz 1 h 28 min 55 s 32             | Nick Christie 1 h 32 min 15 s 28 |
| 35 km marche                  |                                   |                                           |                                  |
| 4 × 100 m                     |                                   |                                           |                                  |
| 4 × 400 m                     |                                   |                                           |                                  |
| Saut en hauteur               |                                   |                                           |                                  |
| Saut à la perche              |                                   |                                           |                                  |
| Saut en longueur              | Nikoali Williams 8,16 m           | Will Williams 7,96 m                      | Shawn-D Thompson 7,87 m          |
| Triple saut                   | Kaiwan Culmer 16,56 m             | Andy Hechavarria 16,45 m                  | Will Claye 16,36 m               |
| Lancer du poids               | Josh Awotunde 21,68 m             | Uziel Munoz 20,89 m                       | Juan Vazquez 20,68 m             |
| Lancer du disque              | Fedrick Dacres 65,10 m            | Sam Mattis 64,06 m                        | Chad Wright 62,85 m              |
| Lancer du marteau             | Daniel Haugh 77,08 m              | Rudy Winkler 76,87 m                      | Jerome Vega 74,95 m              |
| Lancer du javelot             |                                   |                                           |                                  |
| Décathlon                     |                                   |                                           |                                  |

### Femmes
| Épreuves                           | Or                                    | Argent                          | Bronze                              |
| ---------------------------------- | ------------------------------------- | ------------------------------- | ----------------------------------- |
| 100 m Vent : (+0,1 m/s)            | Jonielle Smith 11 s 05                | Liranyi Alonso 11 s 10          | Anthaya Charlton 11 s 12            |
| 200 m Vent : (-0,6 m/s)            | Anthonique Strachan 22 s 77           | Miriam Sánchez Tapia 22 s 87    | Gabrielle Matthews 23 s 02          |
| 400 m                              |                                       |                                 |                                     |
| 800 m                              | Nia Akins 1 min 59 s 75               | Shafiqua Maloney 1 min 59 s 98  | Kelly-Ann Beckford 2 min 0 s 17     |
| 1 500 m                            | Emily Mackay 4 min 9 s 48             | Danielle Jones 4 min 10 s 49    | Lucia Stafford 4 min 11 s 11        |
| 5 000 m                            |                                       |                                 |                                     |
| 10 000 m                           | Taylor Roe 32 min 19 s 84             | Anisleidis Ochoa 33 min 37 s 20 | Beverly Ramos 36 min 8 s 11         |
| Marathon                           |                                       |                                 |                                     |
| 100 mètres haies Vent : (-1,1 m/s) | Amoi Brown 12 s 83                    | Tatiana Aholou 13 s 01          | Aasia Laurencin 13 s 04             |
| 400 mètres haies                   | Tia-Adana Belle 54 s 67               | Sanique Walker 54 s 94          | Yara Amador Aldaba 55 s 55          |
| 3 000 m steeple                    |                                       |                                 |                                     |
| 20 000 m marche                    | Rachelle de Orbeta 1 h 36 min 15 s 88 | Mirna Ortiz 1 h 37 min 52 s 58  | Alejandra Ortega 1 h 43 min 45 s 30 |
| 35 km marche                       |                                       |                                 |                                     |
| 4 × 100 m                          |                                       |                                 |                                     |
| 4 × 400 m                          |                                       |                                 |                                     |
| Saut en hauteur                    | Sanaa Barnes 1,91 m                   | Vashti Cunningham 1,91 m        | Dacsy Brison Beaumont 1,88 m        |
| Saut à la perche                   |                                       |                                 |                                     |
| Saut en longueur                   | Alyssa Jones 6,74 m                   | Alysbeth Félix 6,64 m           | Tyra Gittens-Spotsville 6,64 m      |
| Triple saut                        |                                       |                                 |                                     |
| Lancer du poids                    |                                       |                                 |                                     |
| Lancer du disque                   | Samantha Hall 61,19 m                 | Gabi Jacobs 57,07 m             | Julia Tunks 56,78 m                 |
| Lancer du marteau                  | Janee' Kassanavoid 74,31 m            | Nayoka Clunis 69,30 m           | Jillian Weir 69,08 m                |
| Lancer du javelot                  | Evelyn Bliss 58,62 m                  | Madison Wiltrout 58,33 m        | Rhema Otabor 53,70 m                |
| Heptathlon                         |                                       |                                 |                                     |